# Mariusz Puczyński
Mariusz Puczyński (ur. 20 lutego 1970) – polski brydżysta, Arcymistrz Międzynarodowy (PZBS), World International Master (WBF), European Master (EBL), zawodnik drużyny Consus Carbon Kalisz.

## Wyniki brydżowe

### Rozgrywki krajowe
W rozgrywkach krajowych uzyskał następujące rezultaty:
| Drużynowe mistrzostwa Polski | Drużynowe mistrzostwa Polski | Drużynowe mistrzostwa Polski |
| Sezon                        | Drużyna                      | Pozycja                      |
| ---------------------------- | ---------------------------- | ---------------------------- |
| 2010/11                      | Auguri Warszawa              | 1                            |
| 2010                         | Auguri Warszawa              | 1                            |
| 2009                         | Dworan-Jocker Oświęcim       | 1                            |
| 2008                         | Praterm Warszawa             | 3                            |
| 2005                         | Praterm Warszawa             | 3                            |
| 2004                         | Praterm Warszawa             | 3                            |
| 2002                         | Relpol-Praterm Warszawa      | 1                            |
| 2001                         | Relpol Warszawa              | 1                            |

| Mistrzostwa Polski teamów | Mistrzostwa Polski teamów | Mistrzostwa Polski teamów | Mistrzostwa Polski teamów |
| Rok                       | Typ                       | Kategoria                 | Pozycja                   |
| ------------------------- | ------------------------- | ------------------------- | ------------------------- |
| 2000                      | IMP                       | Open                      | 2                         |
| 1999                      | IMP                       | Open                      | 1                         |
| 1998                      | IMP                       | Open                      | 2                         |
| 1996                      | IMP                       | Open                      | 2                         |
| 1995                      | IMP                       | Open                      | 2                         |
| 1992                      | Patton                    | Open                      | 2                         |

| Mistrzostwa Polski par | Mistrzostwa Polski par | Mistrzostwa Polski par | Mistrzostwa Polski par |
| Rok                    | Kategoria              | Partner                | Pozycja                |
| ---------------------- | ---------------------- | ---------------------- | ---------------------- |
| 2004                   | Open                   | Bartosz Chmurski       | 3                      |
| 2002                   | Open                   | Bartosz Chmurski       | 1                      |
| 1996                   | Miksty                 | Wiesława Tomaszewska   | 1                      |
| 1990                   | Miksty                 | Wiesława Tomaszewska   | 1                      |

### Olimpiady
W Olimpiadach uzyskał następujące rezultaty w teamach:
| Olimpiady brydżowe | Olimpiady brydżowe | Olimpiady brydżowe                   | Olimpiady brydżowe | Olimpiady brydżowe | Olimpiady brydżowe |
| Rok                | Miejsce            | Zawody                               | Kategoria          | Drużyna            | Pozycja            |
| ------------------ | ------------------ | ------------------------------------ | ------------------ | ------------------ | ------------------ |
| 2004               | Stambuł            | 12. Olimpiada Teamów                 | Open               | Poland             | 17                 |
| 2000               | Lozanna            | 3. Mistrzostwa o Wielką Nagrodę MKOL | Open               | Poland             | 4                  |

### Zawody światowe
W światowych zawodach zdobył następujące lokaty:
| Mistrzostwa Świata. Konkurencja teamów | Mistrzostwa Świata. Konkurencja teamów | Mistrzostwa Świata. Konkurencja teamów | Mistrzostwa Świata. Konkurencja teamów | Mistrzostwa Świata. Konkurencja teamów | Mistrzostwa Świata. Konkurencja teamów |
| Rok                                    | Miejsce                                | Zawody                                 | Kategoria                              | Drużyna                                | Pozycja                                |
| -------------------------------------- | -------------------------------------- | -------------------------------------- | -------------------------------------- | -------------------------------------- | -------------------------------------- |
| 2006                                   | Werona                                 | 12. Mistrzostwa Świata                 | Open                                   | Strul                                  | 33                                     |
| 2003                                   | Monte Carlo                            | 36. Mistrzostwa Świata Teamów          | Open                                   | Poland                                 | 5                                      |
| 2000                                   | Southampton                            | 34. Mistrzostwa Świata Teamów          | Trans                                  | Zakrzewski                             | 17                                     |

| Mistrzostwa Świata. Konkurencja par | Mistrzostwa Świata. Konkurencja par | Mistrzostwa Świata. Konkurencja par | Mistrzostwa Świata. Konkurencja par | Mistrzostwa Świata. Konkurencja par | Mistrzostwa Świata. Konkurencja par |
| Rok                                 | Miejsce                             | Zawody                              | Kategoria                           | Partner                             | Pozycja                             |
| ----------------------------------- | ----------------------------------- | ----------------------------------- | ----------------------------------- | ----------------------------------- | ----------------------------------- |
| 1995                                | Gandawa                             | 1. Mistrzostwa Świata Par Juniorów  | Juniorzy                            | Bartosz Chmurski                    | 18                                  |

### Zawody europejskie
W europejskich zawodach zdobył następujące lokaty:
| Zawody europejskie. Konkurencja teamów | Zawody europejskie. Konkurencja teamów | Zawody europejskie. Konkurencja teamów    | Zawody europejskie. Konkurencja teamów | Zawody europejskie. Konkurencja teamów | Zawody europejskie. Konkurencja teamów |
| Rok                                    | Miejsce                                | Zawody                                    | Kategoria                              | Drużyna                                | Pozycja                                |
| -------------------------------------- | -------------------------------------- | ----------------------------------------- | -------------------------------------- | -------------------------------------- | -------------------------------------- |
| 2010                                   | Izmir                                  | 9. Puchar Europy Teamów                   | Open                                   | Auguri Pol                             | 6                                      |
| 2009                                   | San Remo                               | 4. Otwarte Mistrzostwa Europy             | Open                                   | Auguri                                 | 58                                     |
| 2004                                   | Malmö                                  | 47. Mistrzostwa Europy Teamów             | Open                                   | Poland                                 | 3                                      |
| 2002                                   | Warszawa                               | 1. Puchar Europy Teamów                   | Open                                   | Poland                                 | 7                                      |
| 1994                                   | Papendal                               | 14. Młodzieżowe Mistrzostwa Europy Teamów | Juniorzy                               | Poland                                 | 3                                      |
| 1992                                   | Paryż                                  | 13. Młodzieżowe Mistrzostwa Europy Teamów | Juniorzy                               | Poland                                 | 6                                      |
| 1990                                   | Neumünster                             | 12. Młodzieżowe Mistrzostwa Europy Teamów | Juniorzy                               | Poland                                 | 5                                      |
| 1990                                   | Bordeaux                               | 1. Mistrzostwa Europy Mikstów             | Miksty                                 | Rumińska                               | 31                                     |
| 1988                                   | Płowdiw                                | 11. Młodzieżowe Mistrzostwa Europy Teamów | Juniorzy                               | Poland                                 | 6                                      |

| Zawody europejskie. Konkurencja par | Zawody europejskie. Konkurencja par | Zawody europejskie. Konkurencja par | Zawody europejskie. Konkurencja par | Zawody europejskie. Konkurencja par | Zawody europejskie. Konkurencja par |
| Rok                                 | Miejsce                             | Zawody                              | Kategoria                           | Partner                             | Pozycja                             |
| ----------------------------------- | ----------------------------------- | ----------------------------------- | ----------------------------------- | ----------------------------------- | ----------------------------------- |
| 2009                                | San Remo                            | 4. Otwarte Mistrzostwa Europy       | Open                                | Bartosz Chmurski                    | 155                                 |
| 2005                                | Teneryfa                            | 2. Otwarte Mistrzostwa Europy       | Open                                | Bartosz Chmurski                    | 23                                  |
| 1999                                | Warszawa                            | 10. Mistrzostwa Europy Par          | Open                                | Bartosz Chmurski                    | 86                                  |
| 1998                                | Akwizgran                           | 5. Mistrzostwa Europy Mikstów       | Mikst                               | Wiesława Tomaszewska                | 98                                  |
| 1997                                | Montecatini                         | 6. Mistrzostwa Europy Par Kobiet    | Kobiety                             | Wiesława Tomaszewska                | 97                                  |
| 1997                                | Haga                                | 9. Mistrzostwa Europy Par           | Open                                | Tomasz Winciorek                    | 123                                 |
| 1996                                | Monte Carlo                         | 4. Mistrzostwa Europy Mikstów       | Mikst                               | Wiesława Tomaszewska                | 2                                   |
| 1995                                | Rzym                                | 8. Mistrzostwa Europy Par           | Open                                | Stanisław Zakrzewski                | 260                                 |
| 1993                                | Oberreifenberg                      | 2. Mistrzostwa Europy Par Juniorów  | Juniorzy                            | Tomasz Puczyński                    | 2                                   |
| 1993                                | Bielefeld                           | 7. Mistrzostwa Europy Par           | Open                                | Tomasz Puczyński                    | 46                                  |
| 1990                                | Bordeaux                            | 1. Mistrzostwa Europy Mikstów       | Mikst                               | Wiesława Tomaszewska                | 29                                  |
| 1989                                | Salsomaggiore                       | 5. Mistrzostwa Europy Par           | Open                                | Tomasz Puczyński                    | 57                                  |